# Kollegiatstift St. Johann

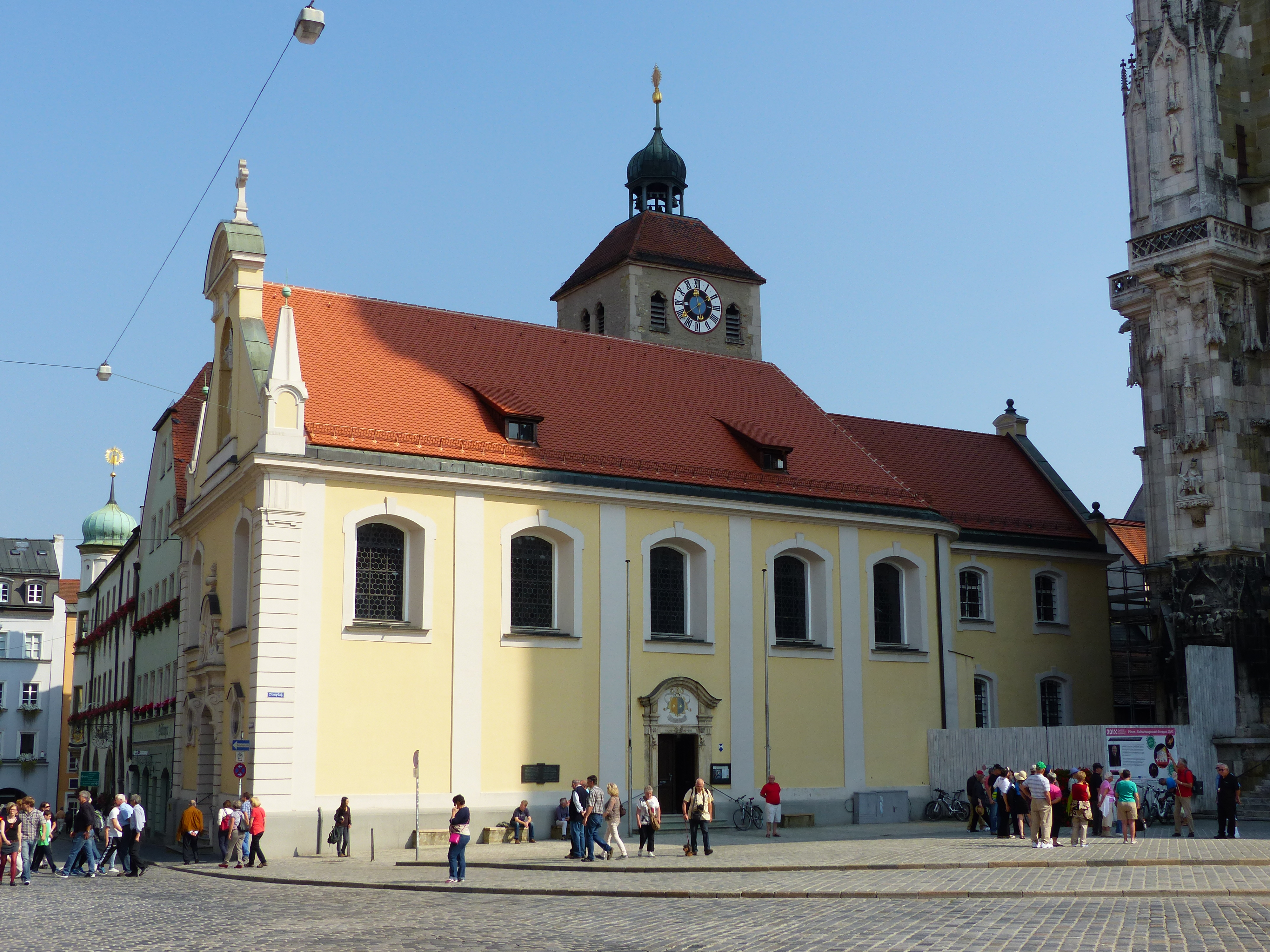
Stiftskirche St. Johann

Das Kollegiatstift St. Johann in Regensburg wurde im Jahr 1127 vermutlich durch den Regensburger Bischof Konrad I. gegründet und war zunächst bis etwa 1290 ein Augustiner-Chorherrenstift. Danach wurde es in ein Kollegiatstift umgewandelt. Dieses wurde weder im Zuge der allgemeinen Säkularisation im Jahr 1803 noch beim Übergang Regensburgs an Bayern im Jahr 1810 aufgehoben, sondern besteht seit seiner Gründung ununterbrochen bis heute. Damit ist es eines von nur noch vier bestehenden Kollegiatstiften in Bayern. Neben St. Johann existiert mit dem Stift Unserer Lieben Frau zur Alten Kapelle in Regensburg bis heute ein zweites Kollegiatstift.

## Geschichte

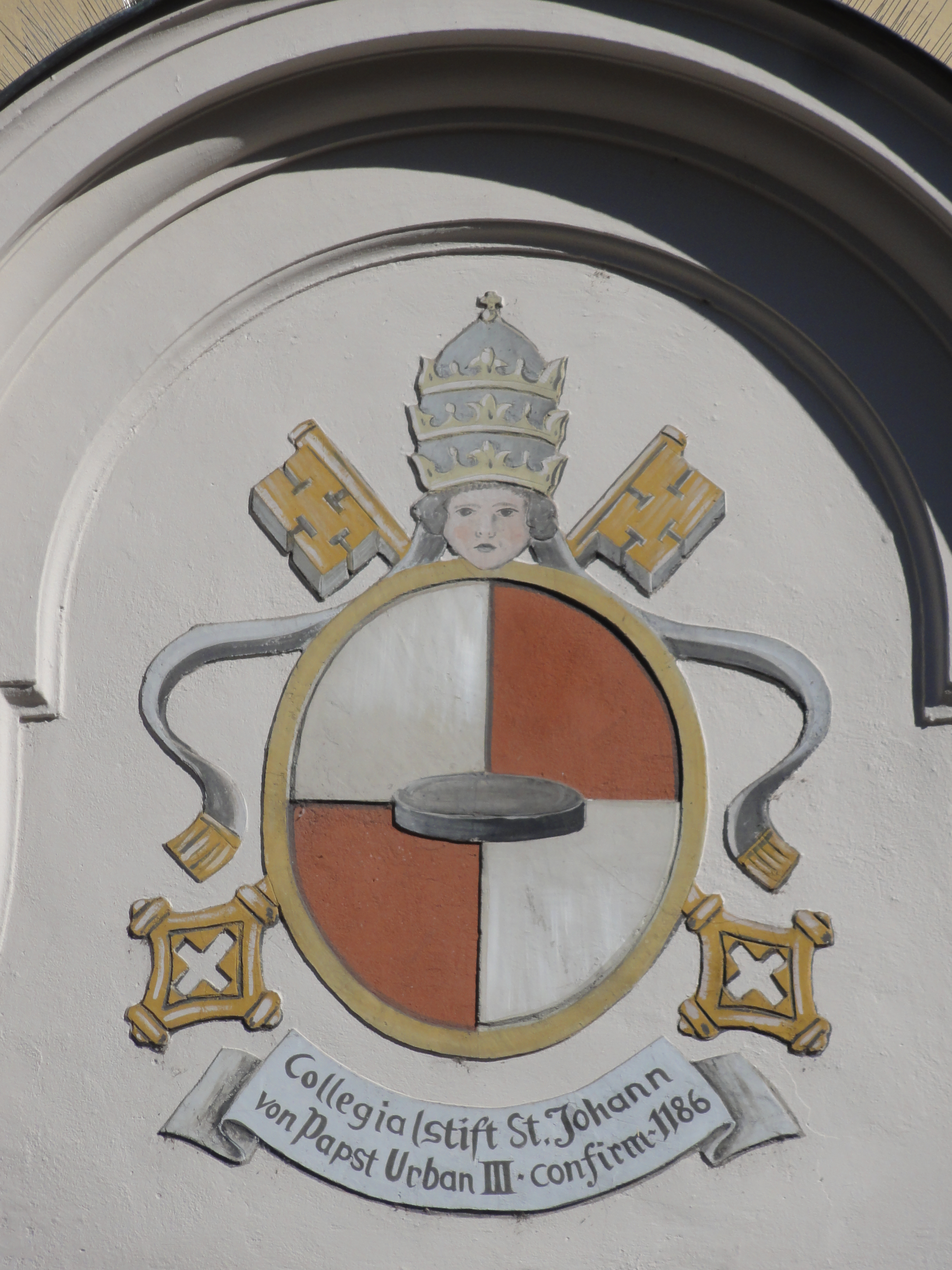
Wappen von Papst Urban III. am Westportal der Stiftskirche

### Gründung als Augustiner-Chorherrenstift
Das Stift St. Johann wurde 1127 vom Regensburger Bischof Konrad I. als Augustiner-Chorherrenstift gegründet. Darüber liegen heute zwar keine urkundlichen Beweise vor, aber die Tatsache, dass sich der Bischof der kanonischen Reformbewegung des Norbert von Xanten und Gerhoch von Reichersberg verpflichtet fühlte, legt dies nahe. Konrad I. berief wahrscheinlich Regularkanoniker aus Weltenburg in das neu gegründete Stift, wo sie ebenfalls die Augustinusregel angenommen haben dürften. Im Jahr 1186 wurde das Stift unter päpstlichen Schutz genommen, da das Regensburger Domkapitel dessen Existenz damals anscheinend nur ungern duldete. Papst Urban III. bestätigte dem Stift seinen gesamten Besitz und garantierte ihm das Recht der freien Wahl seines Propstes aus der Mitte des Domkapitels.

### Fortbestand als Kollegiatstift bis heute
Im 13. Jahrhundert lockerte sich die Bindung an die Augustinusregel, bevor um 1290 das Leben als Ordensgemeinschaft gänzlich aufgegeben wurde. Seither besteht St. Johann als Kollegiatstift fort, das sich eng an die Verfassung des Kollegiatstifts zur Alten Kapelle anlehnte. Bis heute gehören dem Stiftskapitel sechs bis zwölf Säkularkanoniker an. Das Stift wurde damals von einem Propst (den es heute nicht mehr gibt) und einem Dekan (dieses Amt besteht bis heute) geleitet.
Im 14. Jahrhundert besaß das Stift gegenüber dem Domkapitel so viel Macht, dass man beinahe 40 Jahre (etwa 1340 bis 1380) um den Abbruch der alten Stiftskirche ringen konnte, die dem Neubau des Domes an der Westfassade im Wege stand. Schließlich musste die Stiftskirche aber doch abgerissen und in anderer Ausrichtung wieder aufgebaut werden. In dieser Zeit wirkte der berüchtigte Chorherr Peter von Remagen († 1394), der dem verschuldeten Regensburger Bischof Johann I. durch hohe Steuern für die jährliche Erneuerung der Seelsorgevollmacht große Geldmengen einbrachte.
Ab 1722 gehörte St. Johann zu den wenigen Stiften in Bayern, deren Pröpste infuliert waren. Bei der Säkularisation von 1803 war es eines der nur vier Kollegiatstifte in Bayern, die erhalten blieben. Auch durch den Übergang der ehemaligen Reichsstadt Regensburg an das Königreich Bayern im Jahr 1810 wurde St. Johann nicht aufgelöst. Die verbliebenen Kanoniker wurden zunächst auf Aussterbeetat gesetzt, bevor im Jahr 1826 der bayerische König Ludwig I. das Stift in seinem Bestand bestätigte. Außerdem setzte man Pläne, es in eines der aufgelösten Regensburger Klöster zu verlegen, nie um, sodass das Kollegiatstift St. Johann bis heute an unveränderter Stelle besteht.
Die meisten Mitglieder des Kollegiatkapitels sind heute Ruhestandsgeistliche. Das bekannteste Mitglied war Georg Ratzinger, der Bruder von Papst Benedikt XVI. Er war nach seinem Rückzug vom Amt des Regensburger Domkapellmeisters Stiftskanoniker in St. Johann.
Die heute geltenden Statuten des Kollegiatstifts von 1976 sehen insbesondere das gemeinsame Chorgebet und die tägliche Konventmesse vor, wobei vor allem der verstorbenen und lebenden Wohltäter des Stifts gedacht wird. Darüber hinaus leisten die Kanoniker häufig Seelsorgsaushilfen und sind mit der Verwaltung des Stiftsvermögens betraut.
Am 27. Dezember 2019 ist Erzpriester Prof. em. Dr. Dr. Johannes Hofmann zum Stiftsdekan des Kollegiatstift St. Johann ernannt worden und trat die Nachfolge von Prälat Heinrich Wachter an.

## Bekannte Mitglieder des Kapitels
- Johann Georg Sebastian Dillner (1721–1775), ab 1756 Kanonikus, ab 1772 Stiftsdekan[6]
- Peter Griesbacher (1864–1933)
- Rudolf Volkart von Häring, (Stiftsdekan 1424 bis 1429, Generalvikar)[7] auch genannt als
- Johann Nepomuk Hemauer (1799–1872)[8]
- Meister Rudolph von Heringen, doctor in medicinis, Dekan und Kanonikus an St. Johann und Kanonikus an der Alten Kapelle (ab 1429)[9]
- Johannes Hofmann (* 1950), Stiftsdekan seit 2019
- Caspar Macer, († 1576), Dr. Juris Utriusque, Rhetoriklehrer in Ingolstadt, 1566–1570 Kanoniker bei St. Johann Regensburg, ab 1571 Kanoniker bei der Alten Kapelle Regensburg, Domprediger[10]
- Paul Mai (1935–2022)
- Ludwig Mehler (1816–1872), ab 1859 Kanoniker, ab 1866 Dechant
- Thomas Oberschwendtner, († 1617), ab 1570 Kanoniker bei St. Johann, ab 1585 Dekan[10]
- Georg Ratzinger (1924–2020), Stiftsdekan 1995–2001
- Karl Joseph von Riccabona (1761–1839)
- Joseph von Stubenberg (1740–1824), ab 1781 infulierter Stiftspropst[11]

## Stiftskirche St. Johann
Die Stiftskirche St. Johann befindet sich in unmittelbarer Nähe des Regensburger Doms am Krauterermarkt 5. Sie liegt zwischen dem Domplatz im Süden und dem Bischofshof im Norden. Der ursprünglich ottonische Bau musste zugunsten einer Westerweiterung des Regensburger Domes um 1380 abgetragen werden. Als Ersatz entstand, bereits an der Stelle der heutigen Kirche, ein gotischer Bau, der in den 1760er Jahren eine durchgreifende barocke Umgestaltung erfuhr. Nach einem Brand im Jahr 1887 wurde das Gotteshaus mit einigen Veränderungen im neobarocken Stil wiederaufgebaut.